# Uroš Macerl
Uroš Macerl, slovenski okoljevarstvenik, aktivist in kmetovalec, * 4. julij 1968.
Odraščal je na družinski kmetiji v Ravenski vasi nad Zagorjem ob Savi, tik nad dimnikom trboveljske cementarne. Povezal se je z okoljevarstvenim društvom Eko krog in pozneje postal njegov predsednik.
Leta 2017 je Uroš Macerl prejel Goldmanovo nagrado za Evropo – za aktivistične dosežke na področju okoljevarstva, z obrazložitvijo, da »je izkoristil priložnost edinega stranskega udeleženca v pravnih postopkih pridobivanja okoljskih dovoljenj ter s pomočjo ostalih aktivistov Eko kroga uspešno ustavil sosežig petrolkoksa in nevarnih industrijskih odpadkov v cementarni«.
Bil je med začetniki kampanje proti spremembam Zakona o vodah, ki so bile julija 2021 ovržene na referendumu.
Konec leta 2021 je Macerl skupaj s skupino somišljenikov ustanovil VESNO – zeleno stranko in postal njen sopredsednik (ob Urši Zgojznik).